# موريس فيتزروي
موريس فيتزروي (20 مارس 1897 في المملكة المتحدة - 7 مايو 1976 في المملكة المتحدة) (بالإنجليزية: John Fitzroy)‏ هو لاعب كريكت بريطاني (وحمل سابقاً جنسية المملكة المتحدة لبريطانيا العظمى وأيرلندا). لعب مع نادي مقاطعة نورثامبتونشير للكريكت ‏.

## وصلات خارجية
- موريس فيتزروي على موقع إي آس بي آن كريك إنفو (الإنجليزية)